# Creazzo
Creazzo (Creàso in veneto) è un comune italiano di 11 217 abitanti della provincia di Vicenza in Veneto.

## Geografia fisica
Situata appena a ovest di Vicenza, la superficie comunale di Creazzo si estende sia in pianura sia in collina con un'altimetria che varia dai 33 ai 200 m s.l.m. La maggior parte della popolazione risiede nella pianura, mentre la parte restante vive sulle colline che occupano poco più della metà della superficie comunale (5,53 km²). La zona collinare si estende dalla parte nord del Colle Beccodoro fino al Colle Pizzamerlo e al Colle Vento e comprende località come la Rivella, Fusine, Vigne e, a nord, vicino al confine con Monteviale, i Campignardi.
Le colline di Creazzo sono rinomate per la produzione, a fine estate, di fichi piccoli e gustosi (la gran quantità di piante di fico ha dato nome addirittura alla strada Figarolo) e, nella stagione invernale ma più o meno nella stessa fascia colturale (in particolare sui pendii verso la Rivella), del broccolo fiolaro detto appunto di Creazzo e al quale è dedicata un'apposita festa nel mese di gennaio.
All'agricoltura è dedicata anche la porzione sudoccidentale e pianeggiante del comune, là dove scorre il fiume Retrone, l'antico Edronis già ricordato da Strabone e Plinio il Vecchio, soggetto a periodiche esondazioni nelle campagne circostanti prima di confluire nel Bacchiglione a Vicenza. Grazie alla discreta qualità delle sue acque il fiume è ancora popolato da rane e trote ma, con l'ingresso nelle zone più densamente urbanizzate (quartiere Olmo), il livello di inquinamento idrico peggiora rapidamente per via degli scarichi civili, industriali e zootecnici.

## Origini del nome
Il toponimo è attestato già dal V secolo o, al più, dagli inizi del VI secolo in latino come Credacium, mentre un documento dell'anno 1068 lo indica come Credacio. Il nome dovrebbe essere un geonimo derivato da creta e cretaceum, il cui significato va confrontato con il termine trentino credazo o creazo, cioè "terreno cretoso".
Esonimi storici sono, in latino, il già citato Credacium e, in tedesco, Gredatz.

## Storia
Località già abitata nella preistoria da popolazioni euganee, durante il periodo romano tutta la zona venne bonificata e fornita di strade a partire da una statio posta sulla via Postumia, strada consolare che attraversava tutta la pianura padana per collegare il porto di Genova a quello di Aquileia (attuale strada regionale 11, già Strada statale 11 Padana Superiore). Dopo la dominazione longobarda, intorno all'anno Mille la minaccia delle invasioni degli ungari e le continue alluvioni spinsero la popolazione della pianura a spostarsi nelle zone collinari, dove venne edificato il cosiddetto "paese vecchio" intorno al castello del vescovo di Vicenza, la vicina e potente città cui Creazzo era sottoposta fin dall'epoca romana.
Nel 1130 Creazzo vide distrutta la vecchia rocca dal vescovo vicentino Enrico in lotta con i nobili della sua città. Rapidamente ricostruito, il nuovo castello e tutto il borgo vennero poi dati alle fiamme nel 1313 durante una delle infinite guerre tra i guelfi della famiglia padovana dei Carraresi e i ghibellini capeggiati dagli Scaligeri veronesi. Nei secoli successivi il paese subì varie scorrerie da parte degli eserciti stranieri, come nel 1510 quando fu saccheggiato dai soldati imperiali (tedeschi e spagnoli) in lotta con la Repubblica di Venezia e quindi da milizie francesi e tedesche durante la Battaglia de La Motta.
Conclusa la guerra della Lega di Cambrai, Creazzo conobbe alcuni secoli di relativa tranquillità fino alla caduta della Serenissima per mano di Napoleone (1797). Insieme con tutto il Veneto passò in seguito sotto la monarchia asburgica e, nel 1866, entrò a far parte del Regno d'Italia.

### Simboli
Lo stemma del Comune di Creazzo è stato concesso con regio decreto del 26 luglio 1929.
Il gonfalone è stato concesso con decreto del presidente della Repubblica dell'11 giugno 1980.

## Monumenti e luoghi d'interesse
Oltre al gradevole paesaggio offerto dalle loro pendici, le colline intorno a Creazzo si distinguono anche per una serie di ville spesso notevoli per l'eleganza e l'armonia delle loro architetture, come la settecentesca Villa Fadinelli-Suppiej, o Villa dei Veneziani, in località Pozzetto; Villa Legrenzi, detta anche Villa del Sole, edificata tra la fine del Seicento e l'inizio del Settecento, in località Poggian; Villa Scola-Camerini, detta il Castello, risalente al XV secolo, rinnovata nel Seicento (il porticato) e totalmente rimaneggiata nell'Ottocento; Villa Valmarana, conosciuta anche come "la Caserma", di origine tardo-gotica, modificata nel Cinquecento; la Villa Masiero-Pegoraro-Monti, la Villa Fochesato, la Villa Zamberlan, ecc.

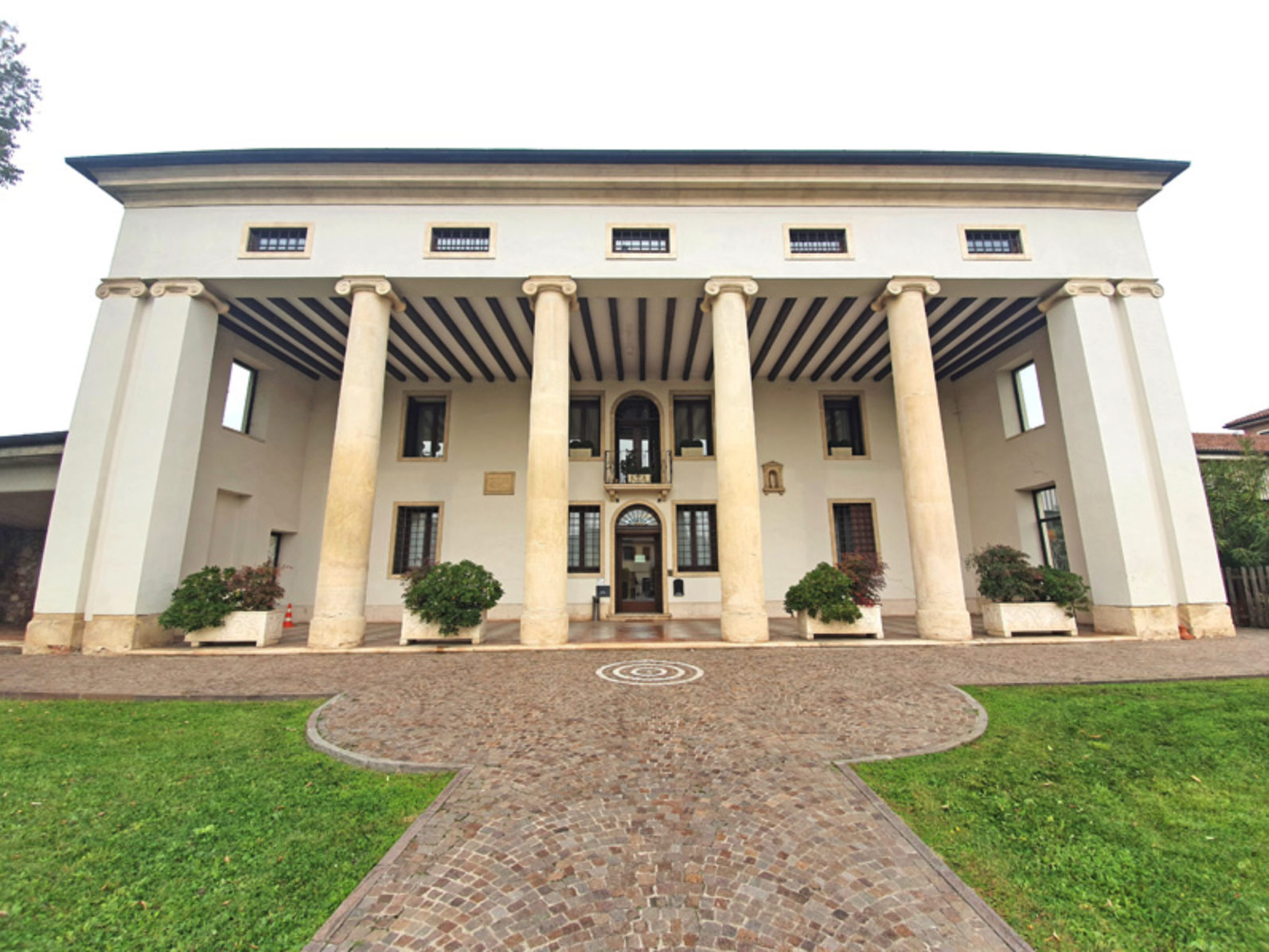
Facciata di Villa Monti

A metà collina, invece, degna di nota è l'architettura religiosa della chiesa parrocchiale. Un'antica pieve era stata innanzata in pianura nei primi secoli del Medioevo in onore di san Cipriano lungo il corso del Retrone ma, con il trasferimento della popolazione più a monte, qui verso il 990 venne eretta la chiesa dedicata a sant'Ulderico, il vescovo di Augusta che aveva sconfitto gli ungari nel 955. Ampliata nel Quattrocento in stile gotico, poi ricostruita nel Seicento e ancora nell'Ottocento (campanile) fino al restauro moderno, vi è conservata una pregevole pala d'altare dipinta in onore di sant'Ulderico nell'ultimo decennio del XVI secolo probabilmente da Francesco e Girolamo Da Ponte, appartenenti a una nota famiglia di artisti del bassanese.

## Società

### Evoluzione demografica
Il grafico pone in evidenza il significativo mutamento intervenuto nella popolazione e nella storia di Creazzo durante il cosiddetto "boom economico italiano", fra gli anni cinquanta e gli anni settanta del XX secolo. In quel periodo di forte crescita economica e rapido sviluppo, la spinta demografica e l'ubicazione nella prima cintura dell'area metropolitana vicentina favorirono, con il trasferimento di residenti dal capoluogo, la crescita del numero complessivo di abitanti da 3 000 a quasi 10 000 unità, ospitati prevalentemente nella zona orientale (quartiere Olmo), a ridosso appunto di Vicenza e in continuità con la rispettiva zona artigianale e industriale.
Abitanti censiti

### Etnie e minoranze straniere
Secondo i dati ISTAT al 31 dicembre 2015 la popolazione straniera residente era di 1 257 persone. Le nazionalità maggiormente rappresentate in base alla loro percentuale sul totale della popolazione residente erano:
1. Serbia: 405 (3,57%)
2. Romania: 154 (1,36%)
3. Cina: 125 (1,10%)
4. Burkina Faso: 77 (0,68%)
5. Ghana: 60 (0,53%)
6. Bosnia ed Erzegovina: 55 (0,49%)
7. Marocco: 54 (0,48%)
8. Moldavia: 38 (0,34%)
9. Pakistan: 32 (0,28%)
10. Ucraina: 28 (0,25%)

## Cultura

### Istruzione

#### Biblioteche
Nella piazza del comune vi è la Biblioteca civica, che fa parte della rete di biblioteche vicentine "Biblioinrete", insieme alle 78 biblioteche appartenenti alla Rete Bibliotecaria Vicentina.

#### Università
A Creazzo vi è una delle 22 sedi dell'Università degli adulti/anziani del Vicentino.
Musica
Ha sede a Creazzo il corpo bandistico Giuseppe Verdi, fondato a cavallo tra il 1911 e il 1912. L'attività della banda si interrompe con lo scoppio della seconda guerra mondiale per poi ricominciare nel 1946. Durante gli anni '60 la banda affronta un'altra pausa a causa dei cambiamenti socio-culturali dell'epoca e di un mancato ricambio generazionale. Nel 1971 si ricostituisce per l'ennesima volta (assumendo la sua denominazione attuale). È attualmente attiva.

## Infrastrutture e trasporti

### Strade
Creazzo si trova in una situazione privilegiata per quanto riguarda l'accesso alla rete stradale d'interesse sia regionale sia nazionale della propria zona, grazie alle brevi distanze che lo separano dalle principali infrastrutture viabilistiche, anche se l'unica ad attraversarne direttamente il territorio comunale è la già citata via Postumia, oggi nota come strada regionale 11 Padana Superiore (SR 11) che congiunge Verona a Vicenza. In parallelo, ma circa 1 km più a sud, scorre l'autostrada A4 Serenissima, asse viario nevralgico della rete stradale italiana, facilmente accessibile dal vicino casello di Vicenza Ovest.
In senso nord-sud, perpendicolare quindi ai due tracciati precedenti, si muovono invece la strada provinciale 246 di Recoaro (SP 246), che raggiunge Valdagno e Recoaro Terme, e la strada provinciale 46 del Pasubio (SP 46), che da Vicenza sale a Schio e, assorbita la SP 246 a Valli del Pasubio, prosegue in Trentino verso Rovereto. Entrambe le strade si dipartono dalla via Postumia, l'una poco a ovest e l'altra appena a est di Creazzo.

### Mobilità urbana
Il trasporto pubblico a Creazzo è garantito dagli autobus della linea circolare 12/14 del servizio suburbano di Vicenza e dalle corse interurbane dirette verso l'ovest vicentino. Il servizio è offerto dalla Società Vicentina Trasporti (SVT). Fra il 1880 e il 1980 la località venne servita da una fermata posta sulla tranvia Vicenza-Valdagno-Recoaro Terme/Chiampo.

## Amministrazione
| Periodo | Periodo | Primo cittadino     | Partito                         | Carica                  | Note                    |
| ------- | ------- | ------------------- | ------------------------------- | ----------------------- | ----------------------- |
| 1888    | 1914    | Giorgio Suppiej     |                                 | Sindaco                 | [ 18 ]                  |
| 1914    | 1916    | Giovanni Zamberlan  |                                 | Sindaco                 | [ 18 ]                  |
| 1916    |         | Luigi Garagnini     |                                 | Sindaco                 | [ 18 ]                  |
|         | 1920    | Cirillo Barinelli   |                                 | Sindaco                 | [ 18 ]                  |
| 1920    | 1921    | Antonio Caminante   | Liberale - Lista eterogenea     | Sindaco                 | [ 19 ]                  |
| 1921    | 1923    | Antonio Cozza       | Indipendente - Lista eterogenea | Sindaco                 | [ 19 ]                  |
| 1923    | 1924    | Eugenio Bianchi     |                                 | Commissario Prefettizio | [ 20 ]                  |
| 1924    | 1926    | Bartolomeo Suppiej  | PNF                             | Sindaco                 | [ 20 ]                  |
| 1926    | 1933    | Bartolomeo Suppiej  | PNF                             | Podestà                 | [ 21 ]                  |
| 1933    | 1942    | Mario Zamberlan     | PNF                             | Podestà                 | [ 22 ]                  |
| 1942    | 1943    | Giuseppe Tovo       | PNF                             | Commissario Prefettizio | [ 23 ]                  |
| 1943    | 1945    | Giovanni Chiementin | PFR                             | Commissario Prefettizio | [ 24 ]                  |
| 1945    | 1945    | Vincenzo Manera     | Partito d'Azione                | Sindaco f.f.            | Giunta nominata dal Cln |
| 1945    | 1946    | Dario Thiene        | Partito d'Azione                | Sindaco                 | Giunta nominata dal Cln |

### Sindaci dal 1946
|                                                      | Antonio Cattaneo     | Democrazia Cristiana          | 1946-1951      | 1946   |
|                                                      | Aldo Benetti         | Democrazia Cristiana          | 1951-1956      | 1951   |
|                                                      | Giuseppe Riva        | Democrazia Cristiana          | 1956-1964      | 1956   |
| 1960                                                 | Giuseppe Riva        | Democrazia Cristiana          | 1956-1964      |        |
|                                                      | Ettore Menegatti     | Democrazia Cristiana          | 1964-1970      | 1964   |
|                                                      | Mariano Sandri       | Democrazia Cristiana          | 1970-1975      | 1970   |
|                                                      | Giuseppe Riva        | Democrazia Cristiana          | 1975-1980      | 1975   |
|                                                      | Giovanni Rebeschin   | Democrazia Cristiana          | 1980-1983      | 1980   |
|                                                      | Igino Zarantonello   | Democrazia Cristiana          | 1983-1985      | (1980) |
|                                                      | Giovanni Tommasin    | Democrazia Cristiana          | 1985-1992      | 1985   |
| 1990                                                 | Giovanni Tommasin    | Democrazia Cristiana          | 1985-1992      |        |
|                                                      | Gian Paolo Boschetti | Partito Repubblicano Italiano | 1992-1995      | (1990) |
| Sindaci eletti direttamente dai cittadini (dal 1995) |                      |                               |                |        |
|                                                      | Gian Paolo Boschetti | Centro-sinistra               | 1995-1999      | 1995   |
|                                                      | Gervasio Cortiana    | Centro-destra                 | 1999-2009      | 1999   |
| 2004                                                 | Gervasio Cortiana    | Centro-destra                 | 1999-2009      |        |
|                                                      | Stefano Giacomin     | Lega Nord                     | 2009-2019      | 2009   |
| 2014                                                 | Stefano Giacomin     | Lega Nord                     | 2009-2019      |        |
|                                                      | Carmela Maresca      | Centro-destra                 | 2019-in carica | 2019   |